# Marlèneke
Marlèneke, ook vaak Marlène genoemd,  is Gerts vriendinnetje in de televisieserie Samson en Gert (geproduceerd door Studio 100). Marlèneke is een onzichtbaar personage, maar wordt wel in bijna elke aflevering genoemd, of Gert telefoneert veel met haar. In de aflevering E.H.B.O. is ze te horen als ze voor de deur van Samson en Gert staat (maar die zijn niet thuis).

## Beschrijving
Marlèneke danst op de balletschool en twee mannen vinden haar leuk: Gert en Jean-Louis Michel. Gert noemt Jean-Louis Michel altijd "die prullenvent" en wil zijn naam nooit horen. Gert doet altijd alles wat Marlèneke hem vraagt en geeft er alles voor op, als zij hem opbelt, geeft hij haar door de telefoon altijd een heleboel kusjes.
In de aflevering Red de Fanfare werd duidelijk dat Marlèneke bij de majorette zit.
In de aflevering Burgemeester dronken werd duidelijk dat de broer van Marlène advocaat is. In de aflevering 'Jaaroverzicht (1991)' zegt Gert dat Marlèneke een deel van een tweeling is, en dat haar tweelingbroer een baard heeft. Daardoor kan hij ze uit elkaar houden.
Marlène gaat elke maandagavond, woensdagmiddag, donderdagavond, en zaterdagmiddag dansen in de balletschool. Op dinsdagavond gaat ze naar de manège.
In de aflevering Het Brandweerkorps (1992) wordt onrechtstreeks gezegd dat Marlène 21 jaar wordt (het wordt niet letterlijk gezegd, maar er wordt gesproken over 21 kaarsen op de taart). Overigens wordt in de aflevering Geld Lenen duidelijk dat Marlène in november jarig is. In de aflevering Marlènes verjaardag (1990) spreekt men dan van 14 november als haar verjaardag.
In de aflevering Gerts verjaardagsfeest (1995) wordt duidelijk dat Gert Marlèneke vijf jaar geleden (dus 1990) nog niet kende. Echter: in de film Hotel op stelten werd duidelijk dat hij haar al van kinds af aan kende.
Marlène is een karikatuur van de typische 'knap, maar dom-vrouw'. Ze wil steeds dingen en dat moet Gert dan maar zien te regelen. Ze is onhandig, zo blijkt uit een aflevering waarin Gert langs moest komen om haar veters te strikken. In een andere aflevering zegt Samson dat Marlène bij de balletopvoering alles fout deed, maar Gert wilde hier niets van weten en zei dat alle anderen het fout deden. Maar Marlène deed echt alles fout en maakte zo de dansschool belachelijk. Ze wordt snel boos en vindt zichzelf heel belangrijk. Als er iets bij Gert niet deugt in haar ogen, zegt ze dat het bij Jean-Louis Michel beter is. In de eerste kerstshow van Samson en Gert zou Marlène langskomen, maar ze geeft in een korte brief aan dat ze zojuist haar nagels heeft gelakt. Marlène kan in de ogen van Gert niets fout doen.
Marlèneke heeft een al getrouwde zus. Deze zus heeft drie kinderen, namelijk twee dochters en een zoontje. Deze nichtjes en dit neefje komen voor in de aflevering Octaaf magieshow. Ook de ouders van Marlène komen voor in de serie (in de aflevering De ouders van Marlène). De moeder van Marlène werd hierin gespeeld door Agnes De Nul. In deze aflevering zegt de vader van Marlène evenwel dat Marlène hun enige dochter is.
In de film van Samson en Gert, Hotel op stelten, is Marlèneke voor het eerst te zien (maar niet herkenbaar). In de film werd zij gespeeld door Els Duponchelle. Jana Geurts speelde de rol van Marlèneke in de speciale aflevering Het verrassingsfeest.
In Aflevering tweeëndertig werd bekend dat Marlène van beroep secretaresse is.

## Afleveringen met Marlèneke
- E.H.B.O. (alleen stem te horen)
- Het verrassingsfeest (special)

## Films met Marlèneke
- Hotel op stelten

## Clips met Marlèneke
- Samen op de moto
- Wie gaat er mee
- Vrienden voor het leven
- Piloot
- In de disco
- Verliefd zijn

## Stripverhalen met Marlèneke
- 11. Reis naar Mars - Reis naar Mars
- 14. De parachutisten - De parachutisten
- 16. De taartengooiers - De taartengooiers
- 16. De taartengooiers - Ridder Octaaf (Alleen praatwolk)
- 21. Waterskiën - De muizenvallen (Alleen praatwolk)
- 26. De voetbalkampioen - De voetbalkampioen
- 29. De draak van Drakenstein - De verjaardag van Gert